# Polyrhachis zimmerae
Polyrhachis zimmerae är en myrart som beskrevs av Clark 1941. Polyrhachis zimmerae ingår i släktet Polyrhachis och familjen myror. Inga underarter finns listade i Catalogue of Life.